# Ветроэнергетика России

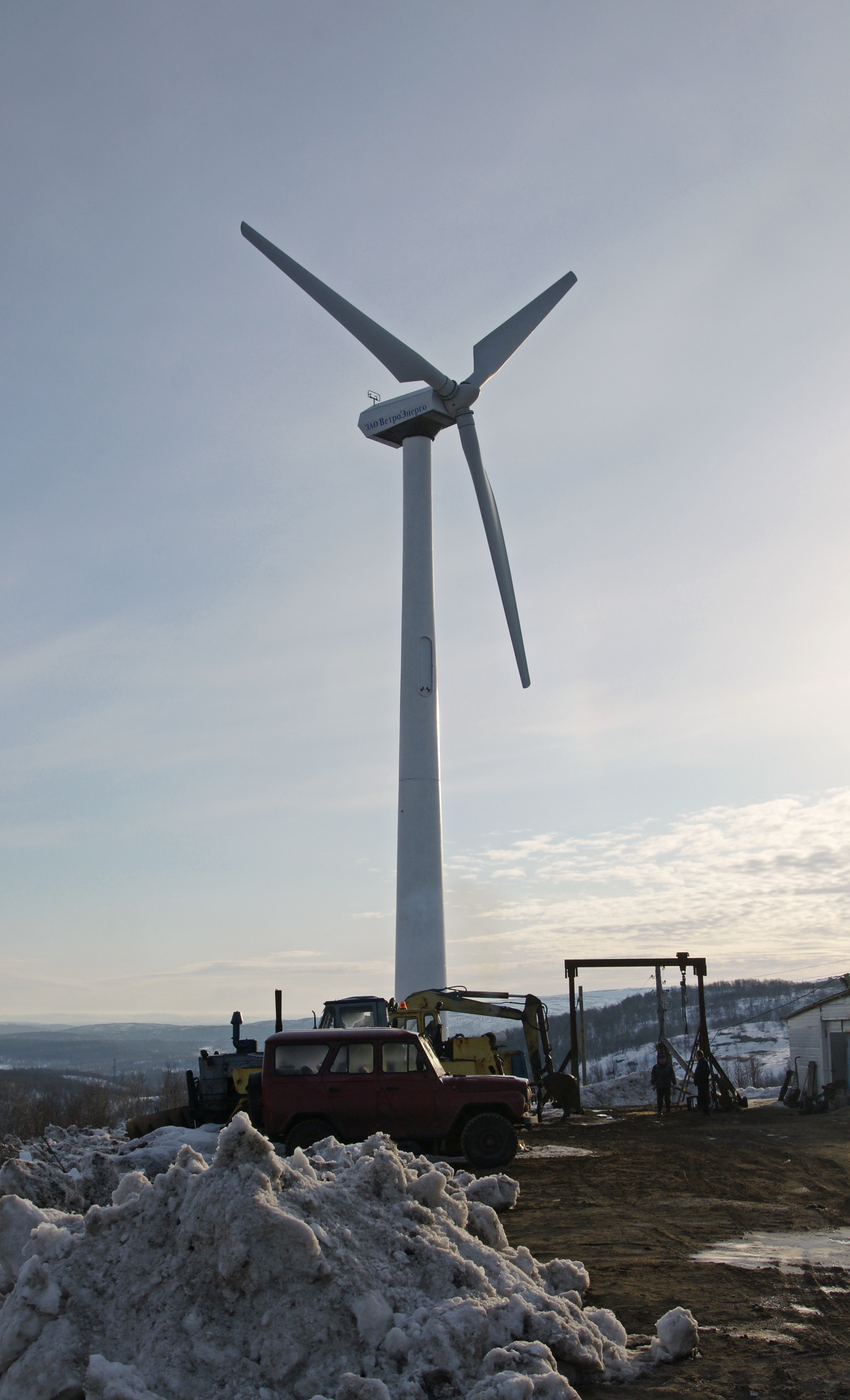
Ветряная электростанция в Мурманске рядом с гостиницей Omni

Ветроэнергетика России отсчитывает свою историю с 1920-х годов, когда ЦАГИ разработал первые ветроэлектрические станции и ветряки для сельского хозяйства. Мощность подобного «крестьянского ветряка» варьировалась от 3 л. с., 8 л. с. до 45 л. с., установка могла освещать 150—200 дворов или приводить в действие мельницу.
В 1931 году в Курске была построена ветроэлектростанция Уфимцева, первая в мире ветроэлектрическая станция с инерционным аккумулятором, она является объектом культурного наследия федерального значения. В том же году в Балаклаве вошла в строй ветроэлектростанция мощностью 100 киловатт, на тот момент самая мощная в мире, разрушена в 1941 году во время боёв Великой Отечественной войны.
В 2022 году мощность ветроэнергетики составляла 2 218 МВт. Суммарная мощность ветроэлектростанций в России на 1.01.2023 насчитывает 2108 МВт, а выработка энергии за 2022 год составила 5,5 млрд кВт*ч (0,5 % от всей выработки).
К концу 2010 года реальная мощность ВЭС в России составляла не более 17 МВт.
Российская ассоциация ветроиндустрии (РАВИ) предсказывает, что в случае достижения доли возобновляемой энергетики в 4,5 % к 2020 году — мощность ветряных электростанций будет составлять 7 ГВт. В 2013 году была принята программа государственной поддержки возобновляемой энергетики в России до 2024 года — программа ДПМ ВИЭ. Однако к 2015 году вместо планируемой мощности 1250 МВт суммарная мощность составила всего 15,4 МВт. В 2016 году, после ряда правок и изменений в текущую программу поддержки, состоялся конкурентный отбор мощности, выигранный ГК «Росатом». С 2016 по 2020 годы состоялось ещё 5 конкурентных отборов мощности, в итоге на рынке образовалось три ключевых игрока:
- Фонд развития ветроэнергетики с установленной мощностью ветроэнергетических проектов до 2024 года 1858,3 МВт. Фонд объединяет три компании: ПАО «Фортум», ГК РОСНАНО и технологического партнёра ООО «Вестас Рус» (российское подразделение компании Vestas).
- АО «НоваВинд» (ГК «Росатом») с установленной мощностью ветроэнергетических проектов до 2024 года 1172,5 МВт. Корпорация реализует собственную программу локализации на основе купленной технологии (ВЭУ Lagerwey).
- ПАО «ЭЛ5-Энерго» с установленной мощностью ветроэнергетических проектов до 2024 года 326,31 МВт.

В настоящее время ветроэнергетика используется преимущественно в сельской местности с малой плотностью населения, где доступ к основным источникам энергии ограничен.
Планируется, что установленная мощность ВЭС к 2024 году должна составить 3357,11 МВт.

## Географические данные и потенциал мощностей

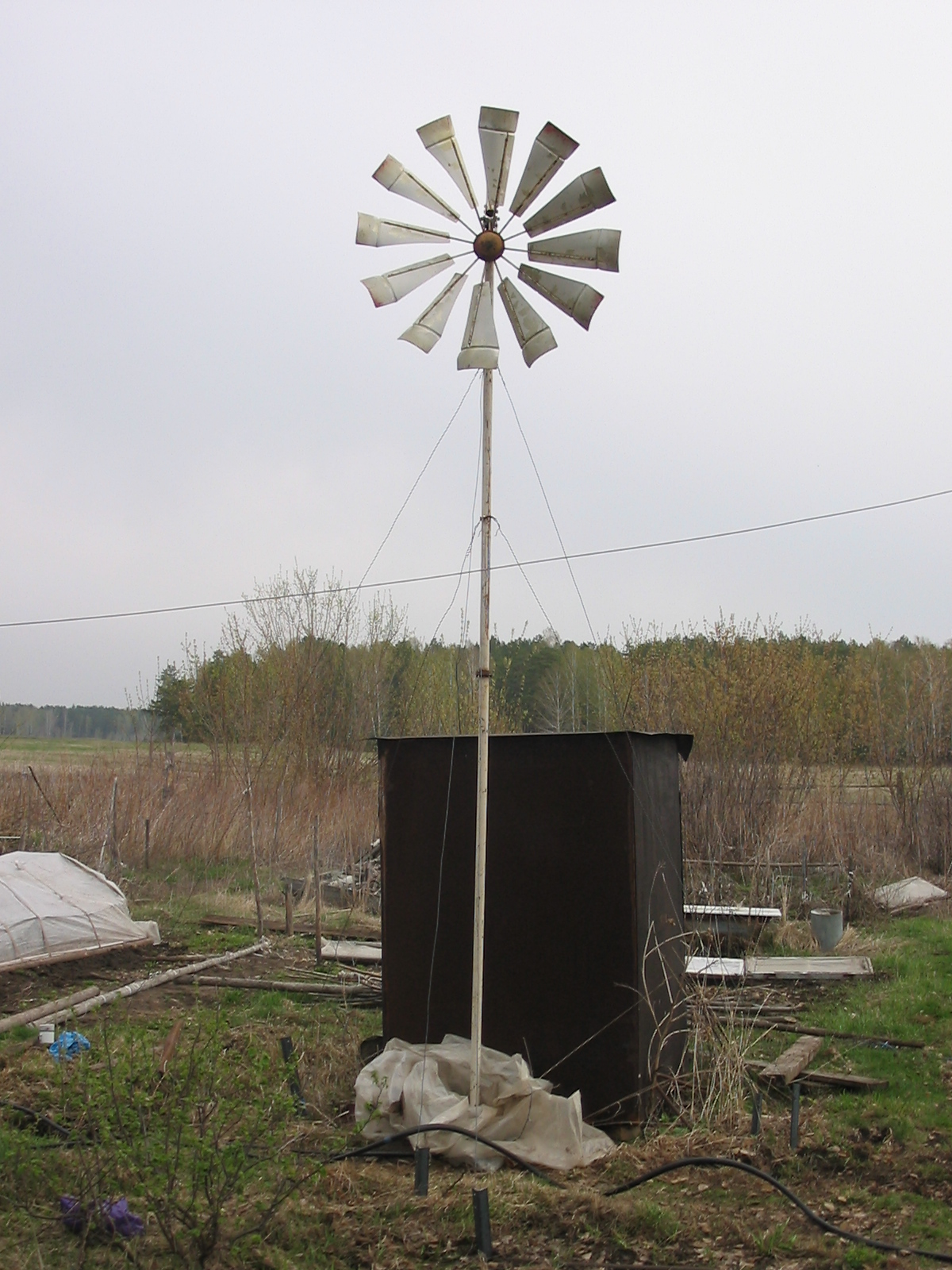
Ветряной насос «Ромашка» производства СССР — первая серийная ветроэнергетическая установка после более чем 30-ти летнего забвения этой темы

Большая часть ветровых зон России — это степи на юге России (Нижняя и Средняя Волга, Дон), морские побережья (побережье Северного Ледовитого океана от Кольского полуострова до Камчатки, побережья Каспийского, Чёрного, Азовского, Балтийского и Охотского морей) и некоторые отдельные ветровые зоны (Карелия, Алтай, Тыва, Байкал). Максимальная средняя скорость ветра приходится в этих районах на осень и зиму.
Около 30 % экономического потенциала ветроэнергетики сосредоточено на Дальнем Востоке, 14 % — в Северном экономическом районе, около 16 % — в Западной и Восточной Сибири (при этом, плотность населения во многих ветровых зонах не превышает 1 чел. на 2 км²).
Технический потенциал ветроэнергетики России составляет 80 000 ТВтч/год, из которых экономически выгодными являются 6218 ТВтч/год.

## Текущее состояние
Крупнейшая — Кочубеевская ВЭС (210 МВт, Кочубеевский район);
Самый крупный парк ветроэлектростанций России находятся в Ростовской области — суммарной установленной мощностью 560 МВт: Сулинская, Каменская и Гуковская ВЭС, каждая мощностью 100 МВт, первая очередь Казачьей ВЭС мощностью 50 МВт, Марченковская ВЭС мощность 120 МВт и Азовская ВЭС мощностью 90 МВт.
Крупнейший ветропарк за полярным кругом находится в Мурманской области - Кольская ВЭС мощностью 202 МВт.
В Республике Калмыкия построены станции: Салынская и Целинская ВЭС (каждая по 100 МВт), Юстинская ВЭС 15 МВт и Юстинская ВЭС 2,4 МВт, реализованная в начале нулевых годов.
В Ульяновской области построены станции: Ульяновская ВЭС-1 мощностью 35 МВт, Ульяновская ВЭС-2 мощностью 50 МВт.
В Республике Крым ветроэнергетический комплекс общей мощностью 83,81 МВт.
В изолированных зонах энергоснабжения (НАО, ЧАО, Республика Саха, Камчатский край) ВЭС общей мощностью 9,96 МВт.
Разрабатываются проекты следующих станций:
- Азовская ВЭС (90 МВт)[11] — запущена
- Ленинградская ВЭС (Ленинградская область, 75 МВт)
- Калининградская морская ВЭС (50 МВт)
- Морская ВЭС (Карелия, 30 МВт)
- Приморская ВЭС (Приморский край, 30 МВт)
- Магаданская ВЭС (Магаданская область, 30 МВт)
- Чуйская ВЭС (Республика Алтай, 24 МВт)
- Усть-Камчатская ВДЭС (Камчатская область, 16 МВт)
- Новиковская ВДЭС (Республика Коми, 10 МВт)
- Дагестанская ВЭС (Дагестан, 6 МВт)
- Анапская ВЭС (Краснодарский край, 5 МВт)
- Новороссийская ВЭС (Краснодарский край, 5 МВт)
- Валаамская ВЭС (Карелия, 4 МВт)

В 2003—2005 гг. в рамках РАО ЕЭС были проведены эксперименты по созданию комплексов на базе ветрогенераторов и двигателей внутреннего сгорания, по программе в посёлке Тикси установлен один агрегат. Все проекты начатые в РАО, связанные с ветроэнергетикой переданы компании РусГидро.
В конце 2008 года РусГидро начала поиск перспективных площадок для строительства ветряных электростанций.
Также предпринимались попытки серийного выпуска ветроэнергетических установок для индивидуальных потребителей, например водоподъёмный агрегат «Ромашка». В последние годы увеличение мощностей происходит в основном за счет маломощных индивидуальных энергосистем, объём реализации которых составляет 250 ветроэнергетических установок (мощностью от 1 кВт до 5 кВт).

## Список некоторых ветряных электростанций
| Наименование           | Координаты                       | Географическое положение                                        | Мощность, МВт               | Производитель                                                         | Примечания                                                                        |
| ---------------------- | -------------------------------- | --------------------------------------------------------------- | --------------------------- | --------------------------------------------------------------------- | --------------------------------------------------------------------------------- |
| Анадырская ВЭС         | 64°46′00″ с. ш. 177°33′15″ в. д. | Чукотский автономный округ                                      | 2,5                         | Строительство и обслуживание — ООО «АЛТЭН» и Vensys-Elektrotechnik    | Годовая выработка в 2011 году не превысила 0,2 млн кВт⋅ч                          |
| Приютненская ВЭС       | 46°12′32″ с. ш. 44°09′26″ в. д.  | Приютненский район, Калмыкия                                    | 2,4 (в планах 51 МВт)       | Суммарная выработка составляет 10 млн кВт⋅ч в год                     |                                                                                   |
| Зеленоградская ВЭУ     | 54°56′01″ с. ш. 20°21′00″ в. д.  | посёлок Куликово Зеленоградского района Калининградской области | 5,1                         | SEAS Energi Service A.S. (21 установка)                               |                                                                                   |
| Мурманская ВЭС         | 68°59′35″ с. ш. 33°07′06″ в. д.  | Мурманск                                                        | 0,2                         |                                                                       | В здании ООО «Контакт-Дизель», работает в комплексе с Кислогубской ПЭС            |
| Сеть-Наволокская ВЭС   |                                  | мыс Сеть-Наволок Кольского полуострова                          | 0,1                         |                                                                       | Ветродизельная                                                                    |
| Оренбургская ВЭС       | 51°46′59″ с. ш. 55°06′00″ в. д.  | Оренбургская область                                            | 1                           |                                                                       |                                                                                   |
| Ростовский ВЭГ         | 57°12′ с. ш. 39°27′ в. д.        | Ростовская область                                              | 0,3                         |                                                                       | Ветроэлектрогенератор                                                             |
| ВЭС Тюпкильды          | 54°36′00″ с. ш. 53°43′47″ в. д.  | д. Тюпкильды Туймазинского района, Башкортостан                 | 2,5                         | Hanseatische AG (4 ветроагрегата типа ЕТ 550/41 мощностью по 550 кВт) | Экспериментальная ВЭС. Годовая выработка в 2008—2010 годах не более 0,4 млн кВт⋅ч |
| Ейская ВЭС             | 46°28′ с. ш. 38°19′ в. д.        | Краснодарский край                                              | 72                          |                                                                       |                                                                                   |
| ВЭС на острове Беринга | 55°11′40″ с. ш. 166°01′16″ в. д. | Командорские острова                                            | 1,2                         |                                                                       |                                                                                   |
| Заполярная ВДЭС        |                                  | около Воркуты, Республика Коми                                  | 3 (в планах) 1,5 (де-факто) |                                                                       | Недостроена, на 2006 год действовали 6 установок по 250 кВт (итого 1,5 МВт)       |
| Кочубеевская ВЭС       | 44°43′ с. ш. 42°03′ в. д.        | Ставропольский край                                             | 210                         |                                                                       |                                                                                   |

## Статистика
В середине 2023 года общая мощность крупных ВЭС России достигла почти 2,5 ГВт (менее 1 % электроэнергетических мощностей), что составило более 0,5 % всей производимой в России электроэнергии.
| Год                                                   | 2015 | 2016 | 2017  | 2018  | 2019  | 2020  | 2021  | 2022 | 2023 |
| ----------------------------------------------------- | ---- | ---- | ----- | ----- | ----- | ----- | ----- | ---- | ---- |
| Установленная мощность, МВт                           | 11   | 11   | 134   | 184   | 184   | 1027  | 2036  | 2218 |      |
| Доля в установленной мощности, %                      | 0,01 | 0,01 | 0,06  | 0,08  | 0,08  | 0,42  | 0,83  | 0,93 |      |
| Выработка электроэнергии, ГВт·ч                       | -    | -    | 0,13  | 0,22  | 0,32  | 1,38  | 3,62  | 5,5  |      |
| Коэффициент использования мощности, %                 | -    | -    | 14,82 | 18,29 | 19,91 | 27,47 | 28,31 | -    |      |
| Доля ветроэнергетики в производстве электроэнергии, % | -    | -    | 0,01  | 0,02  | 0,03  | 0,13  | 0,32  | 0,47 |      |